# Aspidolea pelioptera
Aspidolea pelioptera är en skalbaggsart som beskrevs av Hermann Burmeister 1847. Aspidolea pelioptera ingår i släktet Aspidolea och familjen Dynastidae. Inga underarter finns listade.